# Felipe Ángeles, Tarímbaro
Felipe Ángeles är en ort i Mexiko.   Den ligger i kommunen Tarímbaro och delstaten Michoacán de Ocampo, i den södra delen av landet, 220 km väster om huvudstaden Mexico City. Felipe Ángeles ligger 1 904 meter över havet och antalet invånare är 377.
Terrängen runt Felipe Ángeles är kuperad åt nordväst, men åt sydost är den platt. Terrängen runt Felipe Ángeles sluttar österut. Runt Felipe Ángeles är det ganska tätbefolkat, med 111 invånare per kvadratkilometer. Närmaste större samhälle är Morelia, 17,6 km söder om Felipe Ángeles. Trakten runt Felipe Ángeles består till största delen av jordbruksmark.